# Хернёсанд (лен)

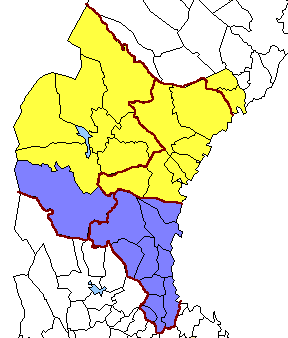
Старое деление Вестерноррланд

Лен Хе́рнёсанд (швед. Härnösands län) — бывший лен Швеции, существовавший c 1645 по 1654 гг. Образован одновременно с леном Худиксвалль разделением на две части лена Норрланд. Но уже через девять лет эти два лена были вновь объединены в новый лен Вестерноррланд. Центральным городом являлся Хернёсанд.